# Виледь
Ви́ледь (Вилять, Вилядь, Вилеть) — река в Архангельской области России, левый приток реки Вычегда (бассейн Северной Двины). Длина реки — 321 км, площадь водосбора — 5610 км². Протекает в Ленском, Вилегодском и Котласском районах.

## История
Запись в Вычегодско-Вымской летописи за 1379 год сообщает :

Лета 6887 иеромонах Стефан по прозванию Храп благословением епискупа Герасима иде в землю Пермскую на Вычегду на проповедь слова божия среди нечестивые племени пермян. Того лета начал Стефан у пермян на Пыросе и на Виляде и крести их святей вере.

## География
Бассейн реки Виледь расположен в трёх субъектах Российской Федерации: Архангельской области, Республике Коми и Кировской области. Основная часть бассейна Виледи располагается на территории Архангельской области (в Республике Коми и Кировской области начинаются некоторые притоки Виледи). Виледь — главная река Вилегодского района Архангельской области.

Бассейн Северной Двины

Исток реки Виледь находится на востоке Вилегодского района Архангельской области, на территории Фоминского сельского совета. В верхнем течении Виледь течёт сначала на восток, а затем резко поворачивает на север, выходя на территорию Ленского района Архангельской области. В верхнем течении берега Виледи незаселены, течение быстрое, ширина русла — до 20 м. Выйдя на территорию Ленского района, Виледь поворачивает на запад, принимая притоки Кену и Верхний Вочес. На реке Виледь на территории Ленского района расположена деревня Витюнино. Пройдя 50 км на запад, Виледь поворачивает на юг, а затем и юго-восток, образуя таким образом большую петлю. Виледь снова возвращается на территорию Вилегодского района уже довольно приличной рекой: ширина русла увеличивается до 40 м, ширина поймы — до 1 км.
Почти все населённые пункты Вилегодского района расположены в пойме реки Виледь (в том числе и центр района — село Ильинско-Подомское). В среднем течении у Виледи довольно широкая пойма — до 5 км. Именно на этой полосе и ведётся сельское хозяйство на территории Вилегодского района. Немного выше села Ильинско-Подомское Виледь поворачивает на северо-запад, в дальнейшем не сходя с этого направления. Ширина реки Виледь у Ильинско-Подомского равна 80 м. Ниже по течению на Виледи есть разливы шириной до 150 м. Река Виледь нерегулярно судоходна: в половодье — до деревни Теринская (106 км от устья).
Через реку Виледь имеется железнодорожный мост у железнодорожной станции Виледь, связывающей Котлас с Воркутой и Сыктывкаром, а также два автомобильных моста, входящих в состав федеральной автодороги А123.

## Наиболее крупные населённые пункты на реке Виледь
- Витюнино
- Ивановская
- Борок
- Тырпасовская
- Сорово
- Самино
- Теринская
- Клубоковская
- Якушино
- Пригодино
- Васюнино
- Мышкино
- Дресвянка
- Вилегодск
- Гришинская
- Заболото
- Маурино
- Пузырёво
- Подборье
- Павловск
- Жуковская Горка
- Якино
- Лобанова Гора
- Быково
- Аферьевская
- Воронинская
- Слудка
- Сидоровская
- Вохта
- Ильинско-Подомское
- Пестово
- Елезово
- Путятино
- Стрункино
- Кошкино
- Лукинская
- Соловьиха
- Выставка Пятовская
- Горбачиха
- Игольница
- Рябовская
- Никольск
- Пенкино
- Никитинская
- Горка
- Володино
- Плесо
- Каменка
- Деминская
- Замелкишна
- Виледь (железнодорожная станция)
- Абросовская
- Сведомково
- Нырма
- Чаброво
- Шалимово

## Притоки
(указано расстояние от устья)
- 5 км: Ныромка (лв)
- 8 км: Посная (лв)
- Крутая (лв)
- 16 км: Каменка (лв)
- Коптековская (лв)
- Анисимка (лв)
- Васильковка (лв)
- Ивановец (лв)
- 36 км: Ергус (пр)
- 41 км: Городишна (лв)
- 47 км: Васина (лв)
- 61 км: Шетьяс (лв)
- Повлуха (лв)
- 72 км: Дьяконица (пр)
- 82 км: Ныложка (лв)
- 84 км: Пыела (лв)
- 93 км: Егбиль (лв)
- 98 км: Домгиль (пр)
- Домгиль (пр)
- 106 км: Нарчуг (лв)
- 119 км: Горелая (пр)
- Бангирь (лв)
- 125 км: Мерькова (пр)
- 136 км: Ергиль (лв)
- 140 км: Великая Охта (лв)
- Княжая (лв)
- 162 км: Нижний Вочес (лв)
- 164 км: Верхний Вочес (пр)
- 208 км: Калас (пр)
- 218 км: Егвиль (лв)
- 219 км: Кена (пр)
- 227 км: Озерница (пр)
- 230 км: Большой Луч (лв)
- 250 км: река без названия (пр)
- 274 км: Березовка (пр)
- 301 км: Кумандыш (лв)

## Данные водного реестра
По данным государственного водного реестра России относится к Двинско-Печорскому бассейновому округу, водохозяйственный участок реки — Вычегда от города Сыктывкар и до устья, речной подбассейн реки — Вычегда. Речной бассейн реки — Северная Двина.
Код объекта в государственном водном реестре — 03020200212103000024426.